# モデルアート
『モデルアート』は、モデルアート社が発行する模型雑誌。主にプラモデルの作例、その作例に関する写真・資料掲載記事や新製品の紹介記事などを掲載する。

## 概要
- 設立 - 1966年11月九州に模型販売店を営んでいた井田博が創刊。
- 商号 - 有限会社モデルアート社
- 所在地 - 〒110-0016 東京都台東区台東2丁目3-9 KHビル4F

## 月刊モデルアート
スケールモデルをメインとしている模型雑誌。創刊当時は、航空機モデルの模型作例の紹介記事がメインだったが、現在では戦車などのミリタリーAFV、カーモデル、艦艇などのスケールモデル全般の模型作例を掲載している。近年は、数度の雑誌リニューアルを重ねてビジュアル面は多少見やすい誌面となったが、1980年代のガンプラブーム時にも他誌との競合は避け基本的な編集方針を変えずに、「スケールモデルの作る楽しみ・魅力を伝える」模型雑誌として長年愛読している読者も多いのが特徴。同誌の歴史は日本におけるスケールモデルの歴史を反映しているといっても過言ではなく、その変遷を誌面を通じて現在に伝える資料となっている。

## 連載
- 連合艦隊編成講座 - ウォーターラインシリーズシリーズのキットを使用した連載企画。
- 日本機大図鑑
- でものはつもの - 新製品紹介
- モデリングJASDF - 航空自衛隊が保有する（していた）航空機の模型の製作記と実機取材の連載

## 主な出版物
- 月刊 モデルアート - 毎月26日発売
- 季刊 艦船模型スペシャル - 2月、5月、8月、11月の各月15日発売
- 季刊 飛行機模型スペシャル - 1月、4月、7月、10月の各月中旬発売
- オートモデリング - 不定期発売

### 別冊
- 模型を趣味とするモデラー人口を開拓することを目的とした、ハウツー物の初心者向け別冊から、資料性の高い実機資料などを積極的に出版している。

### その他
- 近年力を入れている資料性の高い航空機・戦車・第二次世界大戦機などのDVDビデオを販売している。
- 小林誠の作品集『ハイパーウェポン』シリーズが同社より刊行されている。
- 飛行機のモデルに対して航空機/戦闘機に関らず「そらモデル」の称号を与えている。